# Saint-Basile 10
Saint-Basile 10 est une réserve indienne canadienne des Malécites dans le comté de Madawaska située dans le Nord-Ouest de la province canadienne du Nouveau-Brunswick.

## Toponyme
La réserve est nommée en l'honneur de Basile de Césarée.

## Géographie

Situation de Saint-Basile 10 dans le comté de Madawaska.

Saint-Basile est situé sur la rive gauche du fleuve Saint-Jean.

## Économie
Entreprise Madawaska, membre du Réseau Entreprise, a la responsabilité du développement économique.

## Administration

### Représentation et tendances politiques
Nouveau-Brunswick: Saint-Basile 10 fait partie de la circonscription provinciale d'Edmundston—Saint-Basile, qui est représentée à l'Assemblée législative du Nouveau-Brunswick par Madeleine Dubé, du Parti progressiste-conservateur. Elle fut élu en 1999 puis réélu en 2003, en 2006 et en 2010.
 Canada: Saint-Basile 10 fait partie de la circonscription fédérale de Madawaska—Restigouche, qui est représentée à la Chambre des communes du Canada par Jean-Claude D'Amours, du Parti libéral. Il fut élu lors de la 38e élection générale, en 2004, puis réélu en 2006 et en 2008.

## Vivre à Saint-Basile
Le détachement de la Gendarmerie royale du Canada le plus proche est à Rivière-Verte. Le bureau de poste le plus proche est quant à lui à Edmundston. Le poste d'Ambulance Nouveau-Brunswick le plus proche est aussi à Edmundston. L'hôpital régional d'Edmundston dessert la région.
Les francophones bénéficient du quotidien L'Acadie nouvelle, publié à Caraquet, ainsi qu'à l'hebdomadaire L'Étoile, de Dieppe. Ils ont aussi accès aux hebdomadaires Le Madawaska et La République, d'Edmundston. Les anglophones bénéficient des quotidiens Telegraph-Journal, publié à Saint-Jean, et The Daily Gleaner, publié à Fredericton.